# Rudolf List
Rudolf Anton List (* 11. Oktober 1901 in Leoben; † 28. November 1979 in Graz) war ein österreichischer Schriftsteller und Journalist.

## Leben
Rudolf List wurde am 11. Oktober 1901 als Sohn des Likörfabrikanten Rudolf List (* 22. Oktober 1866; † 1908) und dessen Ehefrau Antonia (geborene Mayer-Kaibič; * 4. Dezember 1879; † 1922) in Leoben geboren und am 20. Oktober 1901 auf den Namen Rudolf Anton getauft. Seine Schulzeit verbrachte er in seiner Geburtsstadt und begann nach der Matura am hiesigen Gymnasium, wo er unter anderem die katholische Pennalie Lützow (später K.M.V. Lützow Leoben im MKV) mitbegründete, ein Studium der Germanistik, Philosophie und Kunstgeschichte an der Universität Graz. Er war Mitglied der katholischen Studentenverbindungen KÖStV Traungau Graz (seit 1920) und KÖStV Glückauf Leoben (seit 1922). Von 1924 bis 1928 trat er als Chefredakteur der Leobner Zeitung in Erscheinung und war in den Jahren 1927/28 Chefredakteur der Kulturzeitschrift Blätter für Kunst und Schrifttum. In den Jahren 1928 bis 1938 war List der Leiter des Feuilleton- und Kulturteils der Wiener Tageszeitung Reichspost und von 1928 bis 1935 war er zudem Chefredakteur des illustrierten Wochenblattes Die Woche. Außerdem stand er von 1933 bis 1936 als Präsident dem Verband der katholischen Schriftsteller und Journalisten Österreichs vor. Darüber hinaus wirkte er nach dem Anschluss Österreichs 1938 an das Deutsche Reich von 1940 bis 1945 mit verschiedenen Beiträgen am Bekenntnisbuch österreichischer Dichter mit, in dem der „Anschluss“ bejubelt wurde.
List war vor dem Anschluss Österreichs als unterstützendes Mitglied der NSDAP und der Schutzstaffel in Erscheinung getreten, ein erster Aufnahmeantrag für die Partei vom 1. Juli 1938 wurde vermutlich abgelehnt. Am 19. Januar 1940 beantragte er erneut die Aufnahme in die NSDAP und wurde zum 1. Juni desselben Jahres aufgenommen (Mitgliedsnummer 7.676.125), im November wechselte er als Ressortleiter für Kunst und Kultur zur Volksdeutschen Zeitung nach Brünn. Vermutlich wegen seiner hohen Stellung im Ständestaat war er in der Gegnerkartei der NSDAP Wien registriert. Dies führte 1941 zu einer Untersuchung durch die Geheime Staatspolizei. Dort beteuerte er allerdings seine deutsche Gesinnung. Aufgrund fehlender Unterlagen schien eine Weiterverfolgung dieses Verfahrens nicht möglich.
Er war Kulturredakteur des Brünner Tagblattes und in den Jahren 1946 bis 1947 und 1949 bis 1951 Chefredakteur der Obersteirischen Zeitung in Leoben. Dazwischen trat er von 1947 bis 1948 als Chefredakteur der Monatsschrift für Kultur- und Geistesleben Austria in Graz in Erscheinung. Weitere journalistische Tätigkeiten übte er von 1952 bis 1953 als Redakteur der Rieder Volkszeitung und von 1954 bis 1966 als Kulturredakteur der Südost-Tagespost in Graz.
Seine wesentliche schriftstellerische Tätigkeit begann etwa um seinen 30. Geburtstag, als er im Jahre 1931 mit der Kleinen Brucknernovelle seine erste Hauptarbeit herausbrachte. Im Jahre 36 folgte unter anderem der Roman Michael oder im Jahre 1961 die Erzählungen Silberne Nacht. Des Weiteren veröffentlichte er sechs Lyrikbände, Essays, literatur- und heimatkundliche Publikationen, darunter Die Bergstadt Leoben (1968), Steirischer Kirchenführer (2 Bände; 1976/79), Stift Admont 1074–1974. Festschrift zur 900-Jahr-Feier (1974) oder Oper und Operette in Graz (1974). Ab 1967 arbeitete er auch für das Nachschlagewerk Kunst und Künstler in der Steiermark, das in mehreren Bänden erschien. Seinen sechs Lyrikbänden entnahmen zahlreiche Komponisten Gedichte zur Vertonung (u. a. Alois Pachernegg, Franz Theodor Kaufmann, August Stelzer, Leopold Suchsland und Rudolf Weishappel). 1957 erhielt List den Peter-Rosegger-Preis der Steiermärkischen Landesregierung, 1962 wurde ihm der Professorentitel verliehen und im Jahre 1972 wurde er mit dem Österreichischen Ehrenkreuz für Wissenschaft und Kunst ausgezeichnet. Am 28. November 1979 starb List 78-jährig im Krankenhaus der Barmherzigen Brüder Graz in Graz und wurde in weiterer Folge am St.-Leonhard-Friedhof in Graz beigesetzt.

## Persönliches
Am 29. März 1931 heiratete er in der Pfarre St. Leonhard bzw. in der Pfarre Leoben-Waasen bzw. in der Grazer Leechkirche die in Sankt Stefan ob Leoben tätige Lehrerin Anna Josefa Maria Christina Grossauer (* 12. Mai 1904 in Graz; † 20. Juni 2002 ebenda), Tochter des Glasermeisters Raimund Grossauer (* 24. September 1874) und dessen damaliger Ehefrau Rosa (geborene Watzl, spätere Lossos; * 23. August 1874). Als sein Trauzeuge fungierte Rochus Kohlbach, damals Chefredakteur beim Grazer Volksblatt.
Die beiden bekamen drei Kinder: Margarita (meist Grita genannt), Erhard und Michael. Der jüngste Sohn Michael war in späteren Jahren ebenfalls Mitglied in der K.M.V. Lützow Leoben und der KÖStV Traungau Graz und half seinem Vater später auch bei der Sammlung und Sortierung seines Archives und Nachlasses. Die Tochter Grita trat in die Fußstapfen ihrer Mutter und wurde ebenfalls Lehrerin. Der älteste Sohn Erhard schlug wiederum eine juristische Laufbahn ein. Alle drei seiner Kinder erwähnte List mehrmals in seinen privaten Auszeichnungen. Seine drei Gedichte "Barock", "Krönung" sowie "Wunde dunkle Abendstunde" wurden vom Komponisten Eduard Möldner (1884–1960) vertont (3 Lieder, op. 41, Autograph im Stiftsarchiv Admont).

## Werke (Auswahl)
- Landschaftsbilder aus Niederdonau; St. Pöltner Zeitungs-Verlags-Gesellschaft, St. Pölten 1940.
- Der große Gesang. Eine mährische Rhapsodie; Rohrer, Brünn/Wien 1941.
- Wort aus der Erde. Gedichte; Rohrer, Brünn/Wien 1941.
- Brünn, ein deutsches Bollwerk; St. Pöltner Zeitungs-Verlags-Gesellschaft, St. Pölten 1942.
- Die Bergstadt Leoben. Antlitz, Geschichte, Gegenwart; Horst, Leoben 1948.
- 800 Jahre Maria am Waasen. Eine Festschrift; Selbstverlag des Pfarrkirchenrates, Leoben 1949.
- Traumheller Tag. Gedichte; Loewe, Leoben 1949.
- Kleine Bruckner-Novelle; Oberösterreichischer Landesverlag, Ried im Innkreis 1953.
- Dem Himmel fern und nah. Gedichte; Scheuer, Graz 1959
- Das Leobner Taschenbuch, Trofaiach/Leoben 1963. (Herausgegeben als Werbegeschenk der Raiffeisenbank Trofaiach: Ein kleines Lexikon der Obersteiermark.)
- Geschichte des Stadttheaters Leoben. 1790 – 1965; Oberösterreichischer Landesverlag, Ried im Innkreis 1966.
- Stift Admont. 1074 – 1974. Festschrift zur Neunhundertjahrfeier; Oberösterreichischer Landesverlag, Ried im Innkreis 1974.
- Steirischer Kirchenführer, Band 1: Graz und Graz-Umgebung; Styria, Graz 1976. ISBN 3-222-10892-7
- Steirischer Kirchenführer, Band 2: Oberland. Mittleres Murtal, Aflenz, Mariazeller Gebiet, Liesing- und Paltental, Enns- und Salzatal, Salzkammergut; Styria, Graz 1979. ISBN 3-222-11008-5
- Kunst und Künstler in der Steiermark. Ein Nachschlagewerk. 27 Lieferungen in 3 Bänden. Landesverlag, Ried im Innkreis 1967–1982.